# Fijałkowo
Fijałkowo – wieś w Polsce położona w województwie mazowieckim, w powiecie przasnyskim, w gminie Przasnysz. Wieś ma status sołectwa.
Sołectwo Fijałkowo obejmuje wsie Fijałkowo oraz Józefowo.
W latach 1975–1998 miejscowość administracyjnie należała do województwa ostrołęckiego.